# USS Coronado (LCS-4)
USS Coronado (LCS-4) – amerykański okręt do walki w strefie przybrzeżnej typu Independence. Drugi okręt typu wszedł do służby w US Navy w 2014 roku. „Coronado” został wycofany ze służby we wrześniu 2022 roku. Jednostka została nazwana imieniem leżącego w Kalifornii miasta Coronado.
Był to trzeci okręt w historii United States Navy noszący imię "Coronado".

## Projekt i budowa
Po zamachu na niszczyciel rakietowy USS "Cole" w październiku 2000, w którym zginęło 17 marynarzy, dowództwo US Navy dostrzegło potrzebę posiadania jednostek przystosowanych do działania na wodach przybrzeżnych. Po zamachach z 11 września 2001 i rozpoczęciu „wojny z terroryzmem”, podjęto decyzję o opracowaniu nowego typu okrętów, które byłyby szybsze, tańsze i łatwiejsze w budowie niż do tej pory używane w US Navy okręty. W wyniku prac koncepcyjnych rozpoczętych w październiku 2001 opracowano szczegółowe wymagania jakie powinny spełniać nowe okręty. Oprócz dużej prędkości i zwrotności, okręty miały być zbudowane w technologii modułowej, która miała umożliwiać szybkie dostosowanie okrętów do konkretnych misji. Prace nad nowymi prototypowymi okrętami zlecono koncernom zbrojeniowym General Dynamics i Lockheed Martin. Szybkie tempo opracowania całego projektu przy zachowaniu niewielkich kosztów miało być osiągnięte dzięki wykorzystaniu przy budowie okrętów technologii opracowanych na potrzeby rynku cywilnego. Jednostki prototypowe, opracowywane niezależnie, miały zostać poddane testom porównawczym, które miały zadecydować o złożeniu zamówień budowę jednostek seryjnych.
Zamówienie na drugą jednostkę typu Independence budowaną przez General Dynamics w stoczni Austal USA zostało złożone 1 maja 2009 roku. Rozpoczęcie budowy USS „Coronado” (LCS-4) miało miejsce 17 grudnia 2009 roku. Wodowanie nastąpiło 14 stycznia 2012 roku. Podczas prób morskich na okręcie wybuchły dwa pożary, które przedłużyły okres budowy jednostki. Przekazanie okrętu US Navy nastąpiło 27 września 2013 roku . Okręt wszedł do służby w US Navy 5 kwietnia 2014 roku.

## Dane taktyczno-techniczne

### Kadłub
Konstrukcja kadłuba „Coronado” została opracowana na podstawie doświadczeń, które australijska stocznia Austal zdobyła przy  budowie licznych szybkich promów pasażerskich dla odbiorców cywilnych. Kadłub powstał w układzie trimarana, który ma zapewnić jednostce uzyskanie dużych prędkości (jednak mniejszych niż konkurencyjny Freedom z powodu większego oporu  hydrodynamicznego) oraz wysokiej manewrowości. Duża szerokość kadłuba w części rufowej okrętu pozwoliła na stworzenie stabilnego lądowiska dla śmigłowców pokładowych. Wykonany z aluminium kadłub, w części rufowej posiada obszerną ładownię, do której dostęp zapewnia rufowa rampa i boczne wrota na prawej burcie. Rampa rufowa pozwala na wodowanie małych jednostek pływających przy stanie morza do 4 stopni w skali Beauforta. Przyjęte założenia konstrukcyjne (kadłub z aluminium) sprawiają, że okręt nie jest odporny na pożar ani uszkodzenia w trakcie misji bojowej (nie posiada opancerzenia). Nie może pływać po zamarzniętym akwenie (zerowa klasa lodowa). Układ trimarana powoduje małą wyporność, a zatem spore ograniczenia co do zabieranego wyposażenia.
Zastosowano kombinowaną siłownię w układzie CODAG składającą się z dwóch turbin gazowych i dwóch silników wysokoprężnych, które napędzają cztery pędniki strugowodne Rolls Royce KaMeWa.

### Uzbrojenie
Stałe uzbrojenie składa się z armaty uniwersalnej kalibru 57 mm, systemu samoobrony krótkiego SeaRAM z rakietami RIM-116 oraz 4 wkm kalibru 12,7 mm.
Z założenia główna część uzbrojenia miała składać się z wymiennych modułów, które były by dobierane w zależności od misji okrętu:
- Mine Warfare (MIW), zawiera wiele elementów przeciwpodwodnych w tym AN/WLD-1 Remote Minehunting UUV System - bezzałogowy zdalnie sterowany pojazd przeciwminowy, AN/AQS-20A - holowany sonar i inne czujniki do wykrywania min, Organic Airborne Surface Influence Sweep (OASIS), Airborne Laser Mine Detection System (AES-1 ALMDS), Airborne Mine Neutralization System (AMNS), Rapid Airborne Mine Clearance System (RAMICS), działko 30 mm z amunicją superkawitacyjną i inne.
- Anti-submarine Warfare (ASW), pakiet broni przeciwpodwodnej obejmuje system obserwacji przestrzeni podwodnej SEA TALON (Tactical Littoral Ocean Network) opracowany przez Lockheed Martin Maritime Systems & Sensors, który integruje system sensorów akustycznych okrętu z półzanurzalnymi pojazdami i zespoły komunikacji sieciocentrycznej. Sensory pasywne obejmują:
  - Advanced Deployable System (ADS) – szybko i łatwo montowaną w dnie okrętu antenę obserwacji akustycznej;
  - półzanurzalny AN/WLD-1 (wchodzący również w skład modułu antyminowego) z systemem walki przeciwpodwodnej;
  - holowany Remote Towed Active Source (TRAS) sonar aktywny;
  - wielozakresowa antenę z wielofunkcyjnym sonarem aktywnym (Multiband Transducer), której zadaniem jest mylenie wrogich okrętów podwodnych i torped;
  - śmigłowiec MH-60R/S (przenoszący torpedy Mark 54 MAKO, boje sonarowe, skonstruowany przez Raytheon lotniczy sonar niskiej częstotliwości AN/AQS-22) oraz bezzałogowe pojazdy nawodne;
  - USV (zanurzalny sonar, multistatyczny sonar aktywny oraz ULITE ultralekki sonar holowany) opracowany przez General Dynamics Robotics.
- Surface Warfare (SUW), dwuprowadnicowa wyrzutnia pocisków przeciwokrętowych Harpoon lub dziobowy moduł SSMM z 24-komorową wyrzutnią (M299 VLS) rakiet Hellfire[7]

## Służba
Pierwszym zadaniem po wejściu „Coronado” do służby, był udział w międzynarodowych ćwiczeniach morskich RIMPAC 2014 w lipcu 2014 roku. Uczestniczył tam w zespole zwalczającym zagrożenie ze strony min morskich  . 23 września 2014 roku z pokładu okrętu w ramach testów odpalono pocisk przeciwokrętowy NSM, który następnie trafił w ruchomy cel morski. W październiku 2014 okręt wszedł do suchego doku stoczni NASCO w celu przeprowadzenia trwającego pięć miesięcy remontu połączonego z modernizacją. Prace obejmowały m.in. wymianę elementów pędników strugowodnych, modernizację silników wysokoprężnych a także modernizację wentylacji w siłowni okrętowej .
14 sierpnia 2015 roku na okręcie przetestowano po raz pierwszy nowy system obrony przeciwlotniczej bliskiego zasięgu SeaRAM. Test zakończył się sukcesem i zestrzeleniem celu BQM-74E. 19 lipca 2016 roku uczestniczył w ćwiczeniach SINKEX, podczas których wystrzelony z okrętu pocisk przeciwokrętowy Harpoon zatopił wycofaną z eksploatacji fregatę USS „Crommelin” .
W czerwcu 2017 okręt w rejonie Morza Sulu uczestniczył w patrolach przeciwpirackich.
Okręt wycofano ze służby 30 września 2022 roku .